# Kanton Barbezieux-Saint-Hilaire
Barbezieux-Saint-Hilaire is een voormalig kanton van het Franse departement Charente. Het kanton maakte deel uit van het arrondissement Cognac. Het werd opgeheven bij decreet van 20 februari 2014, met uitwerking op 22 maart 2015. Alle gemeenten werden opgenomen in het nieuwe kanton Charente-Sud.

## Gemeenten
Het kanton Barbezieux-Saint-Hilaire omvatte de volgende gemeenten:
- Angeduc
- Barbezieux-Saint-Hilaire (hoofdplaats)
- Barret
- Berneuil
- Brie-sous-Barbezieux
- Challignac
- Guimps
- Lachaise
- Ladiville
- Lagarde-sur-le-Né
- Montchaude
- Saint-Aulais-la-Chapelle
- Saint-Bonnet
- Saint-Médard
- Saint-Palais-du-Né
- Salles-de-Barbezieux
- Vignolles